# Ким Чхоль Ман
Ким Чхоль Ман (кор. 김철만; 2 ноября 1920 — 3 декабря 2018) ― северокорейский военачальник и политик. Был членом нескольких важных комитетов и организаций, включая Центральную военную комиссию Трудовой партии Кореи, Политбюро Трудовой партии Кореи и Второй экономический комитет. Стоял у истоков северокорейской военной промышленности (конкретно ― производства боеприпасов), которая составляет основу экономики страны. Дважды Герой КНДР (1968 и 1992).

## Биография
Ким Чхоль Ман родился в 1920 году в провинции Пхёнан-Намдо. Он был шурином Хана Док Сс, председателя Ассоциации северокорейских граждан в Японии.
Прошёл обучение в Военной академии имени Фрунзе в СССР.

### Военная карьера
Ким присоединился к организации Ким Ир Сена в 1937 году вместе с другими военными лидерами первого поколения, такими как Ри Ыль Соль и Ким Ик Хен. Ким принимал участие в Корейской войне и получил ранения.
Ким также занимал ряд постов в полувоенных ведомствах. В 1964 году он стал генеральным директором стратегического бюро в Министерстве народной безопасности. В течение этого времени он был центральной фигурой в северокорейской политике и принял участие в создании нынешней вертикали власти наряду с Ким Чен Иром. Он был членом могущественного Центрального военного совета Трудовой партии Кореи. Был назначен на эту должность в октябре 1980 года. Впоследствии также стал членом Государственного комитета обороны в сентябре 1998 года. Осуществлял руководство производством боеприпасов: данная отрасль промышленности является основой экономики страны.
| Звание/должность                    | Дата присвоения   | Боевая единица                                        |
| ----------------------------------- | ----------------- | ----------------------------------------------------- |
| Полковник                           | 1945              | Корейская народная армии                              |
| Командующий                         | Сентябрь 1948     | 25-й полк 12-й дивизии Корейской народной армии       |
| Генерал-майор                       | 1953              | Корейская народная армии                              |
| Командующий                         | Апрель 1955       | 37-я дивизия Корейской народной армии                 |
| Генерал-лейтенант                   | Июль 1962         | Корейская народная армии                              |
| Командующий                         | Январь 1965       | 2-й армейский корпус Корейской народной армии         |
| Заместитель начальника штаба        | Февраль 1968      | Корейская народная армия                              |
| Генерал-полковник                   | Февраль 1968 года | Корейская народная армия                              |
| Первый заместитель начальника штаба | Июль 1970         | Корейская народная армия                              |
| Генеральный директор                | Сентябрь 1988     | Бюро поставок и обслуживания Корейской народной армии |

### Политическая карьера
В ноябре 1967 года, будучи представителем первого поколения руководства Северной Кореи, Ким был избран в качестве кандидата в члены Центрального Комитета Трудовой партии Кореи. Был возведён в статус полноправного члена в ноябре 1970 года. Во время чистки среди военных кадров 1969 года Ким остался нетронут. В течение краткого периода времени (октябрь 1980 — сентябрь 1981 года) Ким был кандидатом в члены Политбюро ЦК Трудовой партии Кореи, высшего государственного органа КНДР.
Также занимал должности Председателя второго экономического Комитета и был председателем похоронных комитетов Ким Ир Сена и О Джин У. Участие в похоронных комитетах часто рассматривается как показатель фактического обладанию властью.
На склоне лет Ким отошёл от многих своих постов. Во время кадровых перестановок в партии в 2003 году, когда от активного участия в государственных делах были удалены другие представители первого поколения северокорейского руководства, такие как Ли Ыль Соль, Ким также был удалён из Второго экономического комитета и Государственного комитета обороны. Пребывал в составе Центрального военного Комитета до сентября 2010 года.
Был делегатом в 5, 6, 8, 9, 10, 11 и 12 созывах Верховного народного собрания КНДР.
Умер на 99-м году жизни от онкологического заболевания.

## Награды
Ким был дважды удостоен звания Герой Корейской Народной Демократической Республики в 1968 и 1992 году.